# Клавдия Августа
Кла́вдия Авгу́ста (лат. Claudia Augusta; 21 августа 63, Анций — декабрь 63) — единственная законная дочь Нерона от его второй жены Поппеи Сабины. 
Была наречена Августой при рождении. Умерла во младенчестве через 4 месяца после рождения. После смерти была обожествлена, в её честь были построены храмы, в которых жрецы отправляли культ божественной Клавдии Августы (лат. Divi Claudia Augusta).